# Yoo Sang-hee
Yoo Sang-hee (kor. 유상희; * 1964) ist eine ehemalige Badmintonspielerin aus Südkorea.

## Sportliche Karriere
Yoo Sang-hee gewann Gold im Mixed bei den Weltmeisterschaften 1985 gemeinsam mit ihrem Partner Park Joo-bong. 1985 siegte sie bei den Asienmeisterschaften im Damendoppel mit Kim Yun-ja. Des Weiteren siegte sie bei den Denmark Open, Japan Open und German Open.

## Sportliche Erfolge
| Saison    | Veranstaltung      | Disziplin   | Platz | Name                         |
| --------- | ------------------ | ----------- | ----- | ---------------------------- |
| 1982      | Asienspiele        | Damendoppel | 2     | Kim Yun-ja / Yoo Sang-hee    |
| 1983/1984 | Denmark Open       | Damendoppel | 1     | Kim Yun-ja / Yoo Sang-hee    |
| 1984      | All England        | Damendoppel | 2     | Kim Yun-ja / Yoo Sang-hee    |
| 1984/1985 | Denmark Open       | Damendoppel | 1     | Kim Yun-ja / Yoo Sang-hee    |
| 1985      | Asienmeisterschaft | Damendoppel | 1     | Kim Yun-ja / Yoo Sang-hee    |
| 1985      | Japan Open         | Damendoppel | 1     | Kim Yun-ja / Yoo Sang-hee    |
| 1985      | Weltmeisterschaft  | Mixed       | 1     | Park Joo-bong / Yoo Sang-hee |
| 1985      | Weltmeisterschaft  | Damendoppel | 3     | Kim Yun-ja / Yoo Sang-hee    |
| 1985/1986 | Denmark Open       | Damendoppel | 1     | Kim Yun-ja / Yoo Sang-hee    |
| 1985/1986 | German Open        | Damendoppel | 1     | Kim Yun-ja / Yoo Sang-hee    |
| 1986      | Asienspiele        | Damendoppel | 2     | Kim Yun-ja / Yoo Sang-hee    |
| 1986      | All England        | Damendoppel | 2     | Kim Yun-Ja / Yoo Sang-hee    |

## Referenzen
- All England Champions 1899-2007

| Personendaten    | Personendaten                     |
| ---------------- | --------------------------------- |
| NAME             | Yoo, Sang-hee                     |
| ALTERNATIVNAMEN  | 유상희                            |
| KURZBESCHREIBUNG | südkoreanische Badmintonspielerin |
| GEBURTSDATUM     | 1964                              |